# Anarhichas
Az Anarhichas a sugarasúszójú halak (Actinopterygii) osztályának a sügéralakúak (Perciformes) rendjébe, ezen belül az Anarhichadidae családjába tartozó nem.

## Rendszerezés
A nembe az alábbi 4 faj tartozik:
- Anarhichas denticulatus Krøyer, 1845
- Anarhichas lupus Linnaeus, 1758 - típusfaj
- Anarhichas minor Olafsen, 1772
- Anarhichas orientalis Pallas, 1814

## Anarhichas-fajok

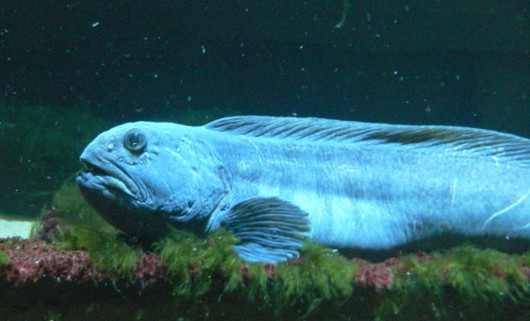
Anarhichas denticulatus
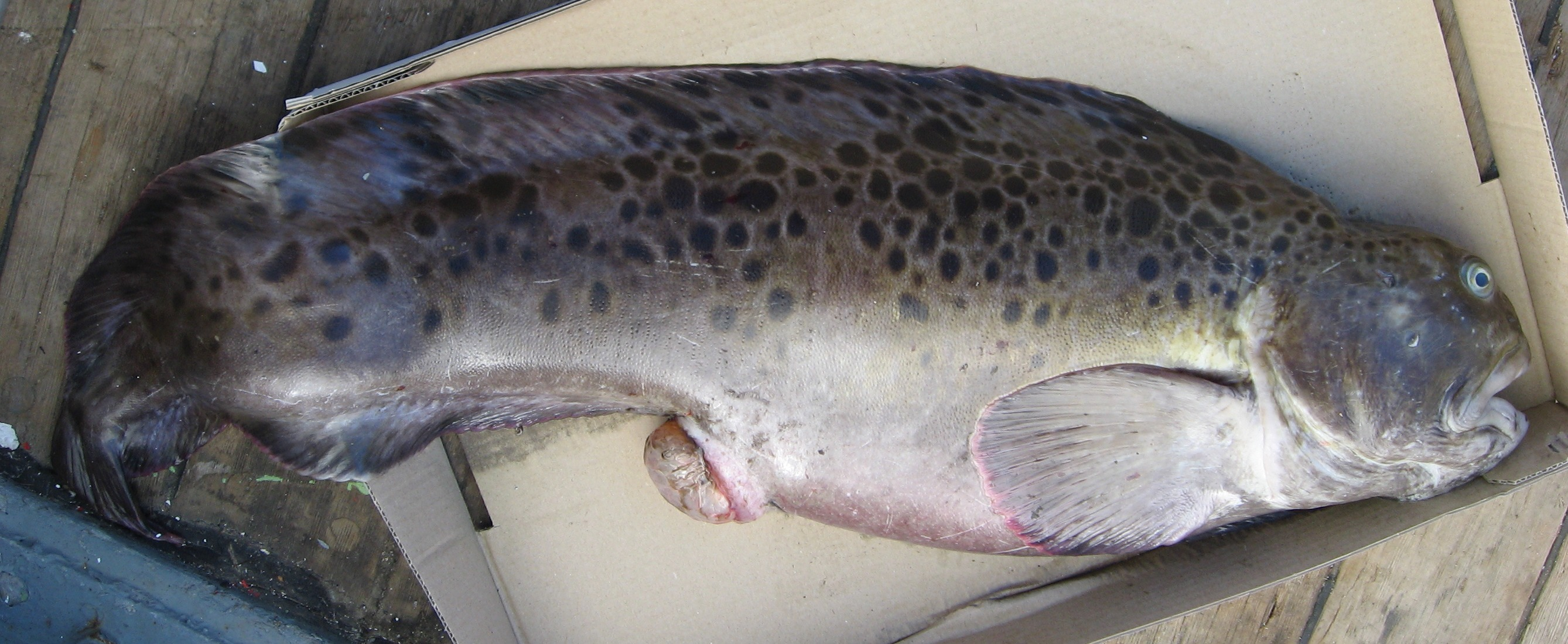
Anarhichas minor
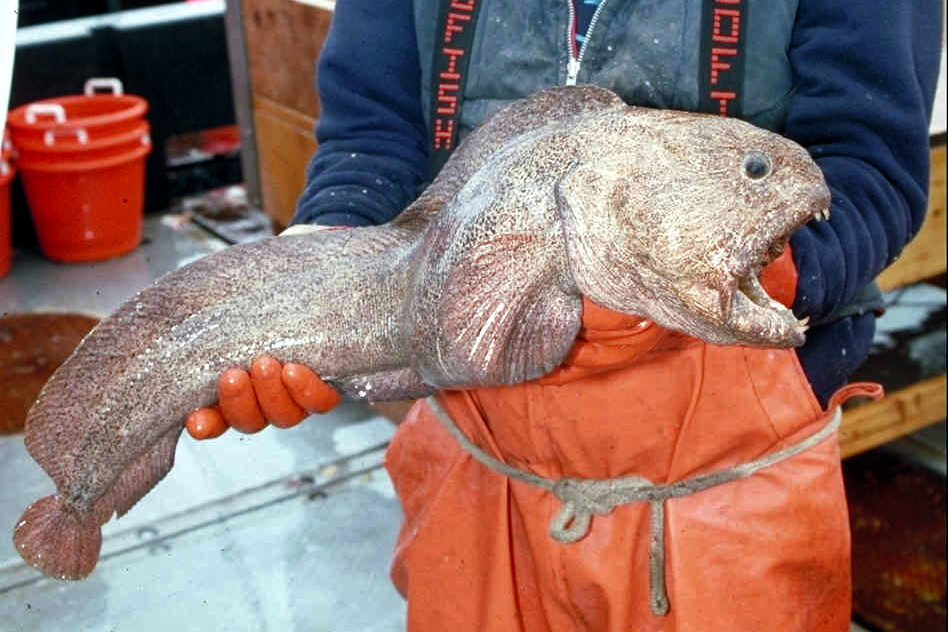
Anarhichas orientalis